# Boeomimetes
Boeomimetes es un  género de coleópteros adéfagos de la familia Carabidae.

## Especies
Comprende las siguientes especies:
- Boeomimetes atratus Peringuey, 1896
- Boeomimetes confusus Basilewsky, 1948
- Boeomimetes ephippium Boheman, 1946
- Boeomimetes jeanneli Basilewsky, 1946